# Atanásio de Cerqueira Brandão
Atanásio de Cerqueira Brandão foi um sertanista português do século XVIII. Notabilizou-se como bugreiro e povoador de fazendas junto ao vale do rio São Francisco. Também serviu como capitão-mor. Em 1704, ajudou Domingos do Prado de Oliveira e seu pai Manuel Francisco no confisco de uma boiada do capitão Gaspar de Lima. Era pai ou tio de Luís Cerqueira Brandão. Tinha uma fazenda no São Francisco de nome Barra da Carinhanha. Foi ainda nomeado mestre de campo.